# Gamochaeta valparadisea
Gamochaeta valparadisea là một loài thực vật có hoa trong họ Cúc. Loài này được (Phil.) Anderb. mô tả khoa học đầu tiên năm 1991.